# ぴぃたぁそると
ぴぃたぁそるとは、日本のイラストレーター。水彩画を思わせるセピア調の牧歌的な色使い、のどかな絵柄が特徴。
代表作はソード・ワールドRPGリプレイ第4部（挿絵、カバーイラスト）。近年は同人活動にその場を移しているようである。なお、妻は漫画家であるぽわそん・だぶりる。

## 低い評価
ソード・ワールドRPGリプレイ第4部は、前作第3部の続編的な始まり方をしたことなどから、歴代リプレイの中でも最も目立たない作品となってしまっている。そのため彼ぴぃたぁそるとの描いたイラストも評価が低くなる傾向にある。最も、ソード・ワールドRPGリプレイ第4部の雰囲気がやや重いものであった（中心となるテーマは部族間の権力闘争、謀略、愛憎劇である）ため、のどかな絵柄を特色とする彼のイラストと合わない部分があったことも留意すべきである。

## 参加作品
- ソード・ワールドRPGリプレイ第4部
  - 『月刊ドラゴンマガジン』連載時挿絵
  - 文庫本表紙画、挿絵
    - 「アサシンをやりこめろ!」（1996年6月、ISBN 978-4829143186）
    - 「アドベンチャラーに任せとけ!」（1996年10月、ISBN 978-4829143278）
- モンスター・コレクションTCG
  - カードイラスト
    - 「ゴブリン呪術強盗団」、「ゴブリン盗賊団」、「ゴブリン馬車強盗」、「ゴブリン放浪王」、「ホブゴブリン用心棒」、など。
- ゲームキャラクターデザイン
  - サガ フロンティア2：コーデリア・エメリー
    - 同作でのキャラクタードット絵全般も担当している。

  - ファイナルファンタジータクティクス：キャラクタードット絵全般
  - 聖剣伝説3：ボスキャラクタードット絵全般